# Wieża Dömötör
Wieża Dömötör (węg.: Dömötör-torony) – najstarszy budynek w Segedynie, na Węgrzech. 
Fundamenty budowali pochodzą prawdopodobnie z XI wieku, podczas gdy dolna część została zbudowana (w stylu romańskim) z XII wieku, a górna (styl gotycki) z XIII wieku. Wieża była częścią dawnego kościoła św. Dymitra (Szent Dömötör templom), ale obecnie stoi ona na Placu Katedralnym (Dóm tér), naprzeciw znacznie większego Kościoła Wotywnego w Segedynie. Górna część wieży została odbudowana z oryginalnych kamieni w 1926 roku. Architektura budynku nawiązuje do wpływów dawnego Cesarstwa Bizantyjskiego.